# Mihăileni, Sibiu
Mihăileni (denumiri alternative în română Șaldorf, Șoale, în germană Schaldorf, Schalendorf, în maghiară Sálfalva) este satul de reședință al comunei cu același nume din județul Sibiu, Transilvania, România.